# Cantón de Châteaulin
El cantón de Châteaulin era una división administrativa francesa, que estaba situada en el departamento de Finisterre y la región de Bretaña.

## Composición
El cantón estaba formado por catorce comunas:
- Cast
- Châteaulin
- Dinéault
- Kerlaz
- Locronan
- Ploéven
- Plomodiern
- Plonévez-Porzay
- Port-Launay
- Quéménéven
- Saint-Coulitz
- Saint-Nic
- Saint-Ségal
- Trégarvan

## Supresión del cantón de Châteaulin
En aplicación del Decreto n.º 2014-151 de 13 de febrero de 2014, el cantón de Châteaulin fue suprimido el 22 de marzo de 2015 y sus 14 comunas pasaron a formar parte; once del nuevo cantón de Crozon, una del nuevo cantón de Douarnenez, una del nuevo cantón de Ponts-de-Buis-lès-Quimerch y una del nuevo cantón de Quimper-1.